# 16 août 1924
Le samedi 16 août 1924 est le 229e jour de l'année 1924.

## Naissances
- Agnès Planchais (morte le 15 octobre 2011), militante associative et féministe
- Fess Parker (mort le 18 mars 2010), acteur américain
- Ralf Bendix (mort le 1er septembre 2014), chanteur de schlager allemand
- Saverio Strati (mort le 9 avril 2014), écrivain italien

## Décès
- Henry Céard (né le 18 novembre 1851), romancier, poète, auteur dramatique et critique littéraire français
- Rodolphe Reuss (né le 13 octobre 1841), historien et bibliothécaire français